# Dún Aonghasa

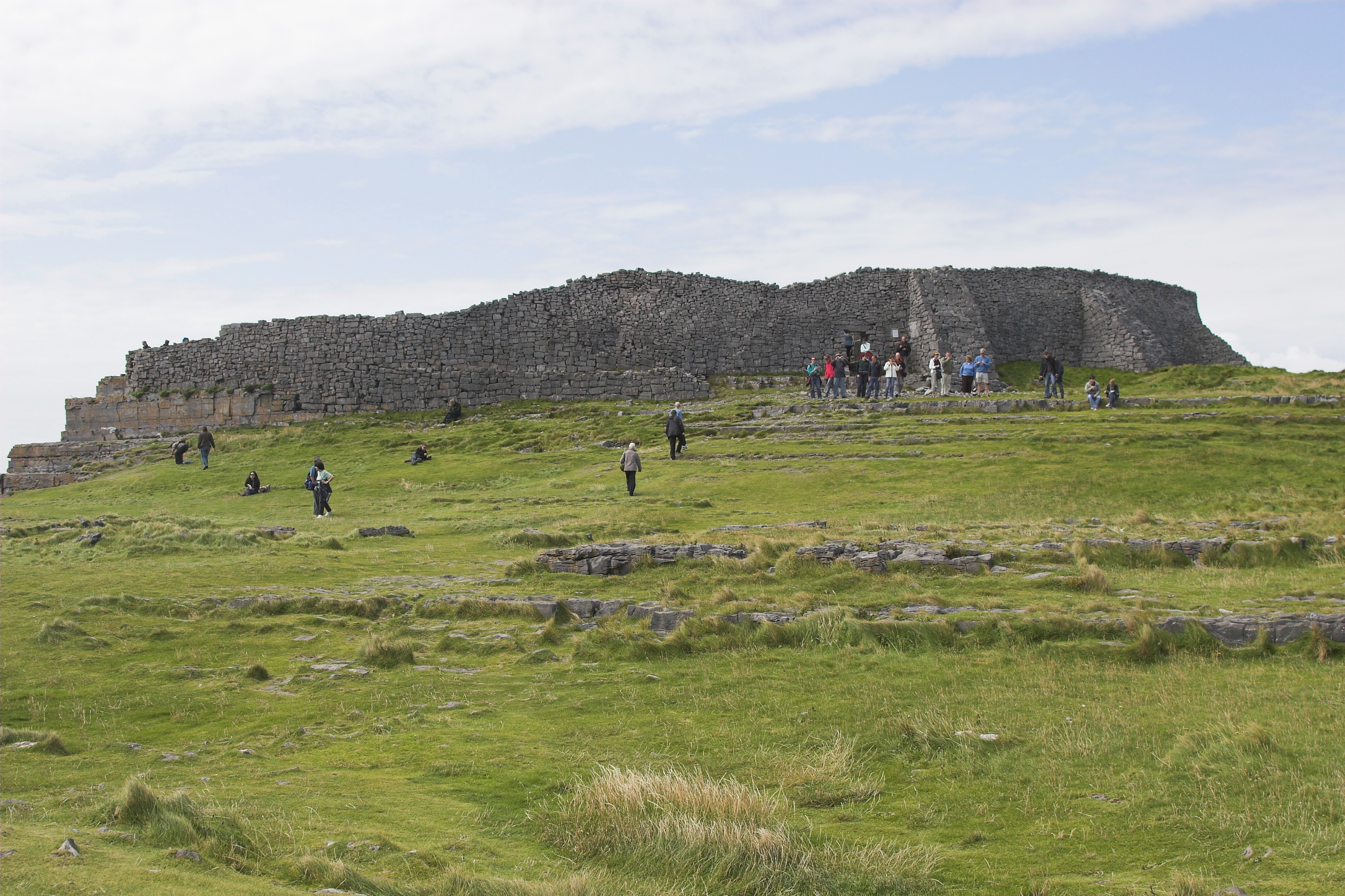
Dún Aonghasa

Dún Aonghasa (anglisiert Dun Aengus) ist ein ursprünglich bronzezeitliches Fort (irisch dún) auf der vorgelagerten irischen Insel Árainn im County Galway. Der innere halbkreisförmige Wall wurde vor etwa 3000 Jahren errichtet, wonach die äußeren, eisenzeitlichen Wälle hinzugefügt wurden, mit zusätzlichen Erweiterungen bis ins Frühmittelalter.

## Lage

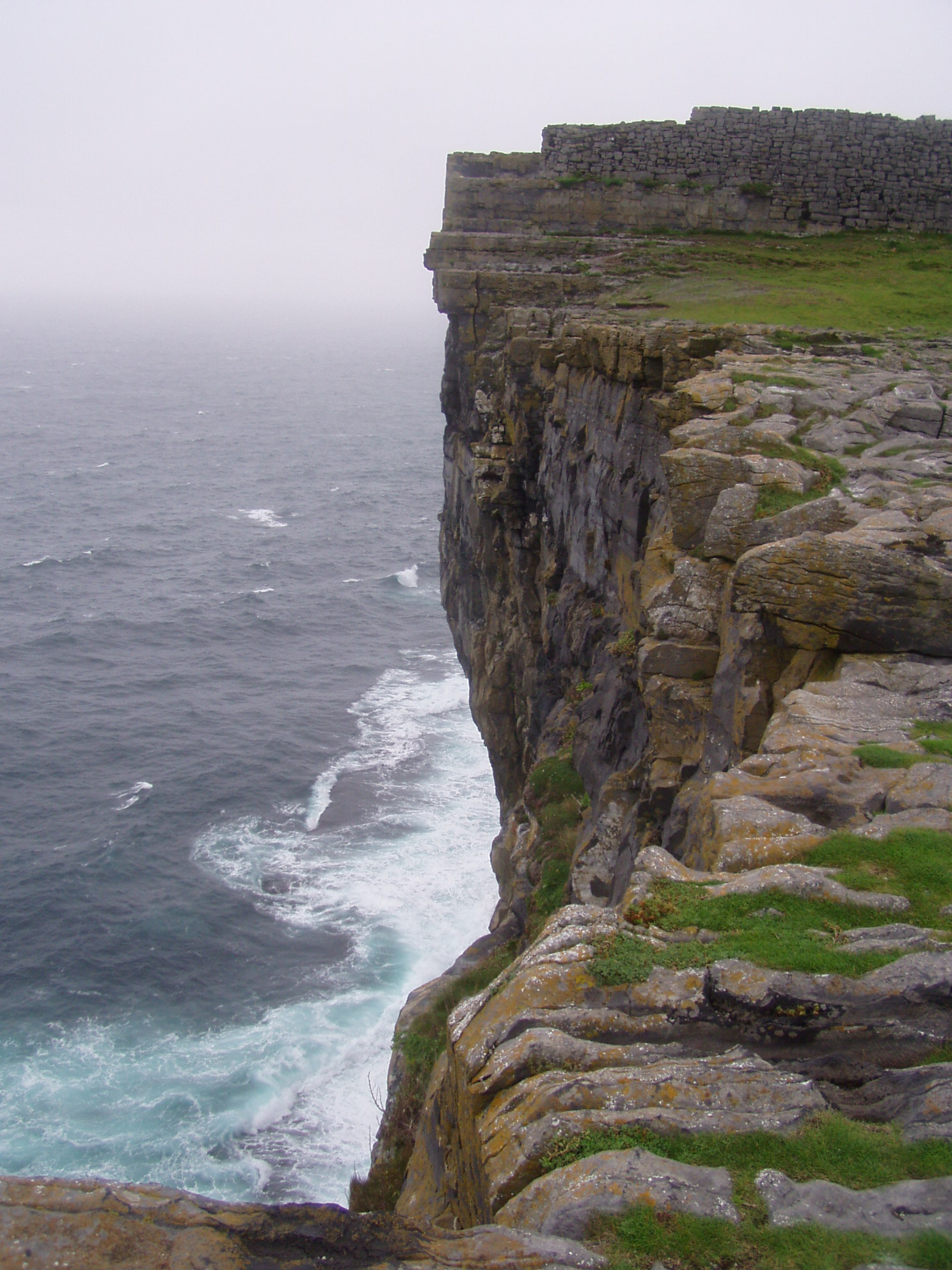
Die Anlage unmittelbar an der Steilküste

Die Anlage auf der Hauptinsel der Aran-Inseln liegt an einem der höchsten Punkte, am Rande einer fast 90 Meter hohen Klippe. Wegen seiner historischen Bedeutung und der Aussicht über die Insel, die an klaren Tagen bis zu 120 km entfernten Mount Brandon auf der Dingle-Halbinsel reicht, wurde der Ort zum beliebtesten Ausflugsziel auf Áran. Vom Besucherzentrum, das ein kleines Museum mit den Informationen zu Dún Aonghasa beherbergt, kann man das etwa einen Kilometer entfernte prähistorische Fort nur zu Fuß erreichen. Besondere Vorsicht ist beim Besuch der Anlage am Rand des fast 90 m hohen Klippenabbruchs geboten, da keinerlei Sicherungen vorhanden sind. An wenigen Stellen kann der Rand der Klippe mit geringerem Risiko betreten werden, da Felsformationen natürliche Stützen oder Geländer bilden.
Der Name Dún Aonghasa stammt vom Irischen Gott Angus, dem Gott der Liebe und Jugend.

## Geschichte und Kontext
Vor der ersten Bauphase der Steinwälle in der Bronzezeit existieren Nachweise für eine Besiedelung ab 1500 v. Chr., ebenso wie das Vorhandensein von Holzbauten innerhalb der später errichteten Festungsanlage. Das Fort gehört neben Cahergall und Leacanabuaile (beide bei Cahersiveen), Staigue Fort im Süden der Iveragh-Halbinsel alle im County Kerry, Dún Chonchúir auf Inis Meáin im County Galway und dem Grianán von Aileach im County Donegal zu den bestrestaurierten großen steinernen Ringforts Irlands. Es ist eines von sieben Steinforts auf den Aran-Inseln.

## Form und Funktion
Kern der Anlage ist ein Halbkreis von 45 Metern Durchmesser am Rand der Klippe, umgeben von der ersten und mächtigsten der vier Trockensteinmauern. Das Baumaterial ist der charakteristische, oft in geraden Linien und fast rechtwinklig brechende Kalkstein der Aran-Inseln, wie er auch im nahegelegenen Burren des Countys Clare vorkommt. Die innerste Mauer ist an der Basis 5,20 m breit und über 6 m hoch, wobei rekonstruierte Teile durch Mörtelverbindung erkennbar sind. Zur Zeit der Nutzung befanden sich dort einige Lehmhütten. Inmitten des Halbkreises erhebt sich eine steinerne, rechteckige Plattform, deren Bedeutung unbekannt ist. Ob die Anlage eine inzwischen ins Meer abgestürzte weiterreichende Mauer an der Abbruchkante der Steilküste hatte, die womöglich einen Ringwall oder eine D-förmige Befestigung bildete, ist heute nicht mehr nachweisbar. Um den inneren, halbkreisförmigen Ring liegen noch drei weitere Steinwälle, die unterschiedlich gut erhalten sind. Vor dem dritten Ring befinden sich an manchen Abschnitten sogenannte Cheval de frise, die aus tausenden in den Boden gerammten spitzen Steinen bestehen. Letzteres spricht für die Nutzung als Verteidigungsanlage, wenngleich eine Funktion als Kultstätte, wie für Dún Chonchúir vorgeschlagen, nicht ausgeschlossen werden kann.

Dún Aonghasa
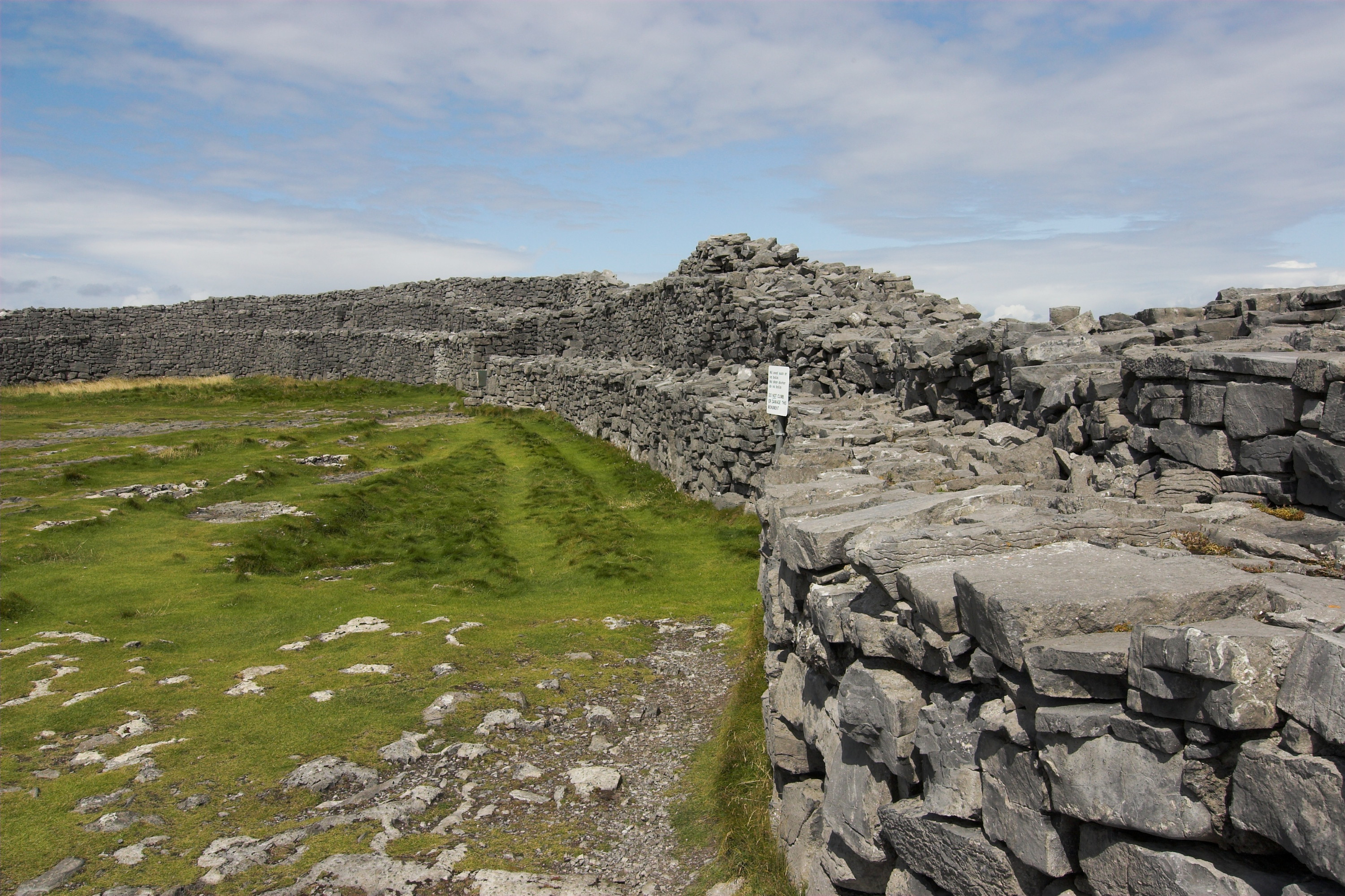
Mauern des inneren Ringes
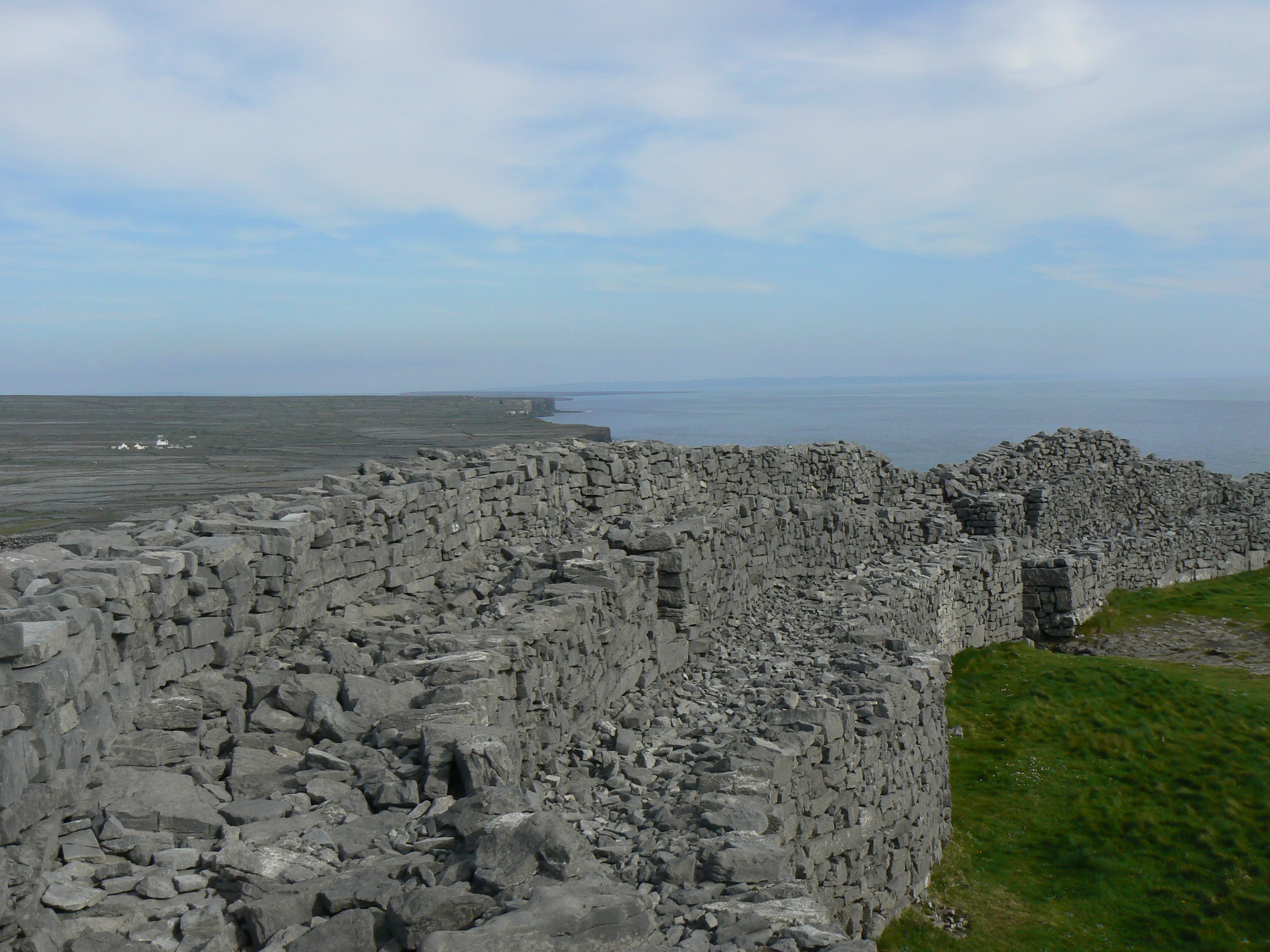
Blick von der Befestigung über Áran
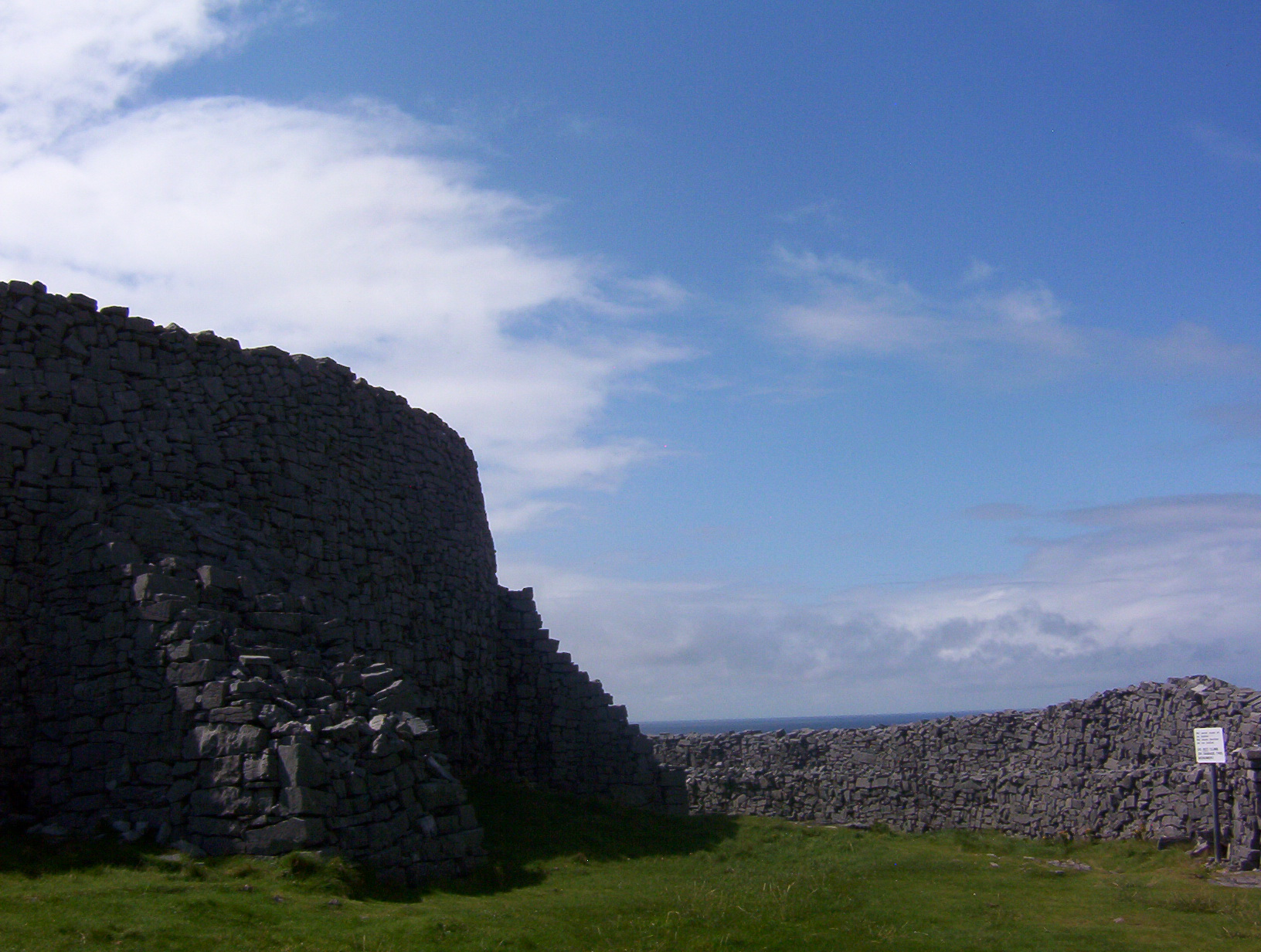
Zwischen innerem und äußerem Ring
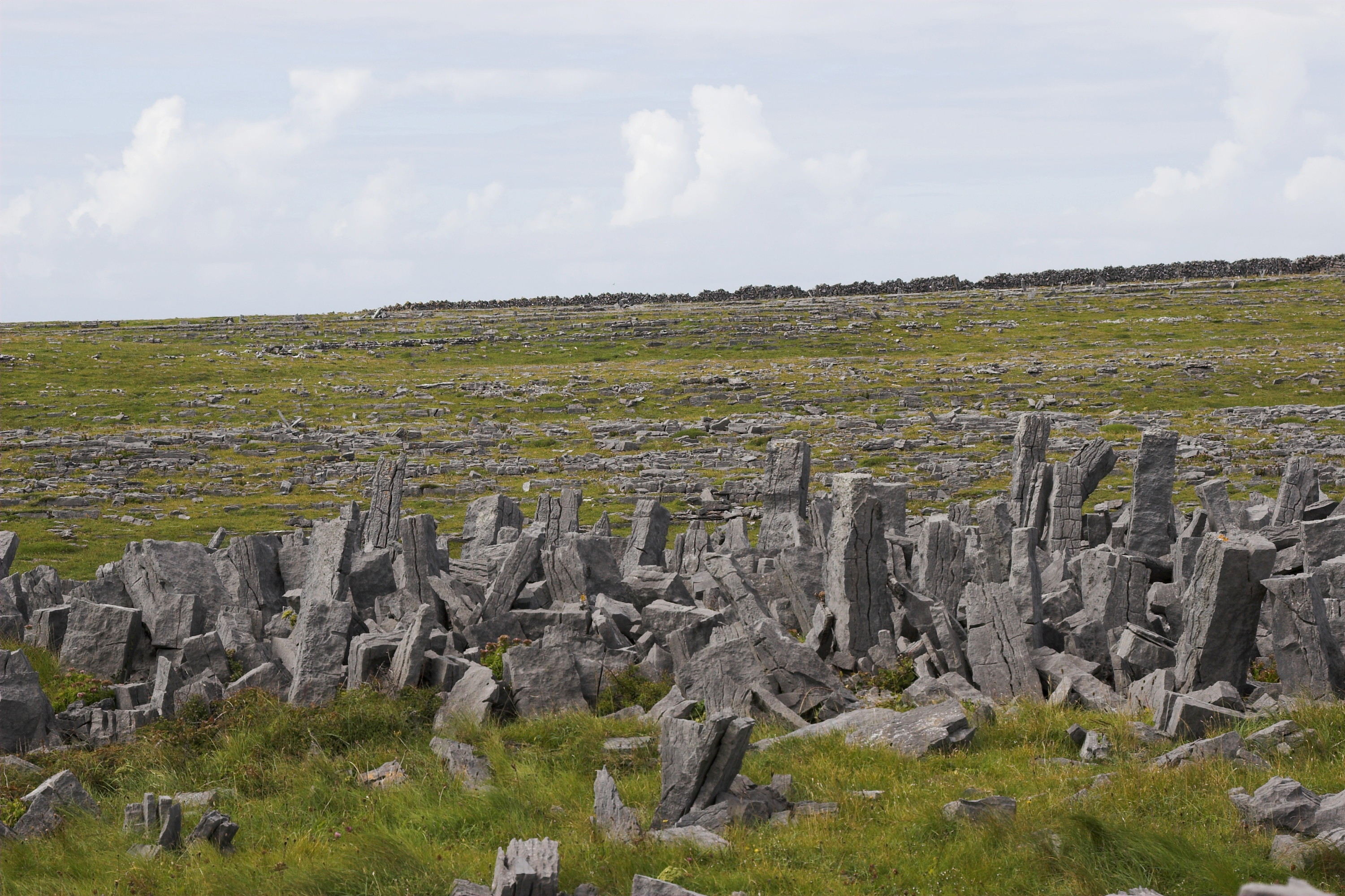
Die Barrieren des Cheval de Frise
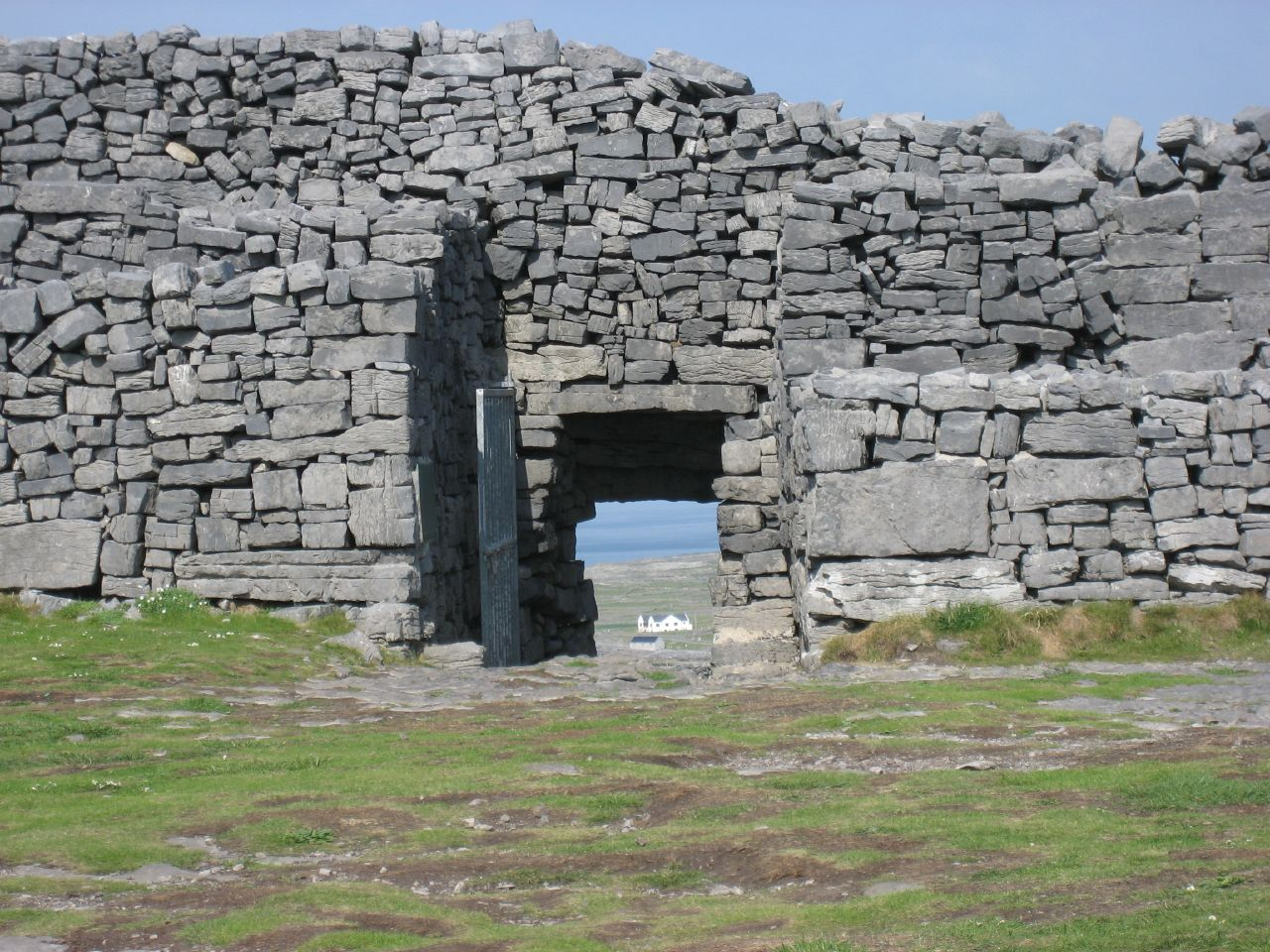
Eingang

In der Nähe stehen/liegen der Oghamstein und das Souterrain von Kilmurvy.